# PNPO
PNPO (англ. Pyridoxamine 5'-phosphate oxidase) – білок, який кодується однойменним геном, розташованим у людей на короткому плечі 17-ї хромосоми. Довжина поліпептидного ланцюга білка становить 261 амінокислот, а молекулярна маса — 29 988.
| 10         |  | 20         |  | 30         |  | 40         |  | 50         |
| ---------- |  | ---------- |  | ---------- |  | ---------- |  | ---------- |
| MTCWLRGVTA |  | TFGRPAEWPG |  | YLSHLCGRSA |  | AMDLGPMRKS |  | YRGDREAFEE |
| THLTSLDPVK |  | QFAAWFEEAV |  | QCPDIGEANA |  | MCLATCTRDG |  | KPSARMLLLK |
| GFGKDGFRFF |  | TNFESRKGKE |  | LDSNPFASLV |  | FYWEPLNRQV |  | RVEGPVKKLP |
| EEEAECYFHS |  | RPKSSQIGAV |  | VSHQSSVIPD |  | REYLRKKNEE |  | LEQLYQDQEV |
| PKPKSWGGYV |  | LYPQVMEFWQ |  | GQTNRLHDRI |  | VFRRGLPTGD |  | SPLGPMTHRG |
| EEDWLYERLA |  | P          |  |            |  |            |  |            |

A: Аланін

C: Цистеїн

D: Аспарагінова кислота

E: Глутамінова кислота

F: Фенілаланін

G: Гліцин

H: Гістидин

I: Ізолейцин

K: Лізин

L: Лейцин

M: Метіонін

N: Аспарагін

P: Пролін

Q: Глутамін

R: Аргінін

S: Серин

T: Треонін

V: Валін

W: Триптофан

Кодований геном білок за функціями належить до оксидоредуктаз, фосфопротеїнів. 
Задіяний у такому біологічному процесі, як альтернативний сплайсинг. 
Білок має сайт для зв'язування з піридоксаль-фосфатом, флавопротеїном. 